# Syzeuctus immedicatus
Syzeuctus immedicatus är en stekelart som beskrevs av Dali Chandra och Gupta 1977. Syzeuctus immedicatus ingår i släktet Syzeuctus och familjen brokparasitsteklar. Inga underarter finns listade i Catalogue of Life.